# 霍利斯 (加利福尼亞州)
霍利斯（英語：Hollis）是位於美國加利福尼亞州克恩縣的一個非建制地區。該地的面積和人口皆未知。

## 地理
霍利斯的座標為35°40′03″N 119°11′28″W / 35.66750°N 119.19111°W，而該地的平均海拔高度為128米（即420英尺）。